# Oxyde de titane(II)
Pour les articles homonymes, voir Oxyde de titane.
L’oxyde de titane(II), ou monoxyde de titane, est un composé chimique de formule TiO. Il peut être préparé à partir du dioxyde de titane TiO2 et du titane métallique à 1 500 °C. Il s'agit d'un solide non stœchiométrique de composition comprise entre TiO0,7 et TiO1,3 en raison de lacunes à la fois dans les sous-réseaux de titane et d'oxygène ; 15 % des sites de titane et d'oxygène sont en effet vacants dans le TiO pur. Un recuit ménagé peut résorber ces lacunes et conduire à un cristal monoclinique avec cinq unités TiO dans la maille cristalline présentant une résistivité plus élevée. À haute température, la maille cristalline du TiO prend la forme d'un prisme droit à base triangulaire. Les solutions acides de TiO sont stables brièvement avant de se décomposer en libérant de l'hydrogène :
2 Ti2+ + 2 H3O+ → 2 Ti3+ + 2 H2O + H2 ↑.
En astrophysique, les raies du TiO sont caractéristiques des étoiles de type spectral K et M ainsi que les étoiles de type S. De l'oxyde de titane(II) pourrait par ailleurs former, avec de l'oxyde de vanadium(II) VO, des bancs de nuages très absorbants de certaines exoplanètes de type Jupiter chaud correspondant à la classe IV de la classification de Sudarsky, à l'instar de HD 209458 b (alias « Osiris »).